# Ernst Klodwig

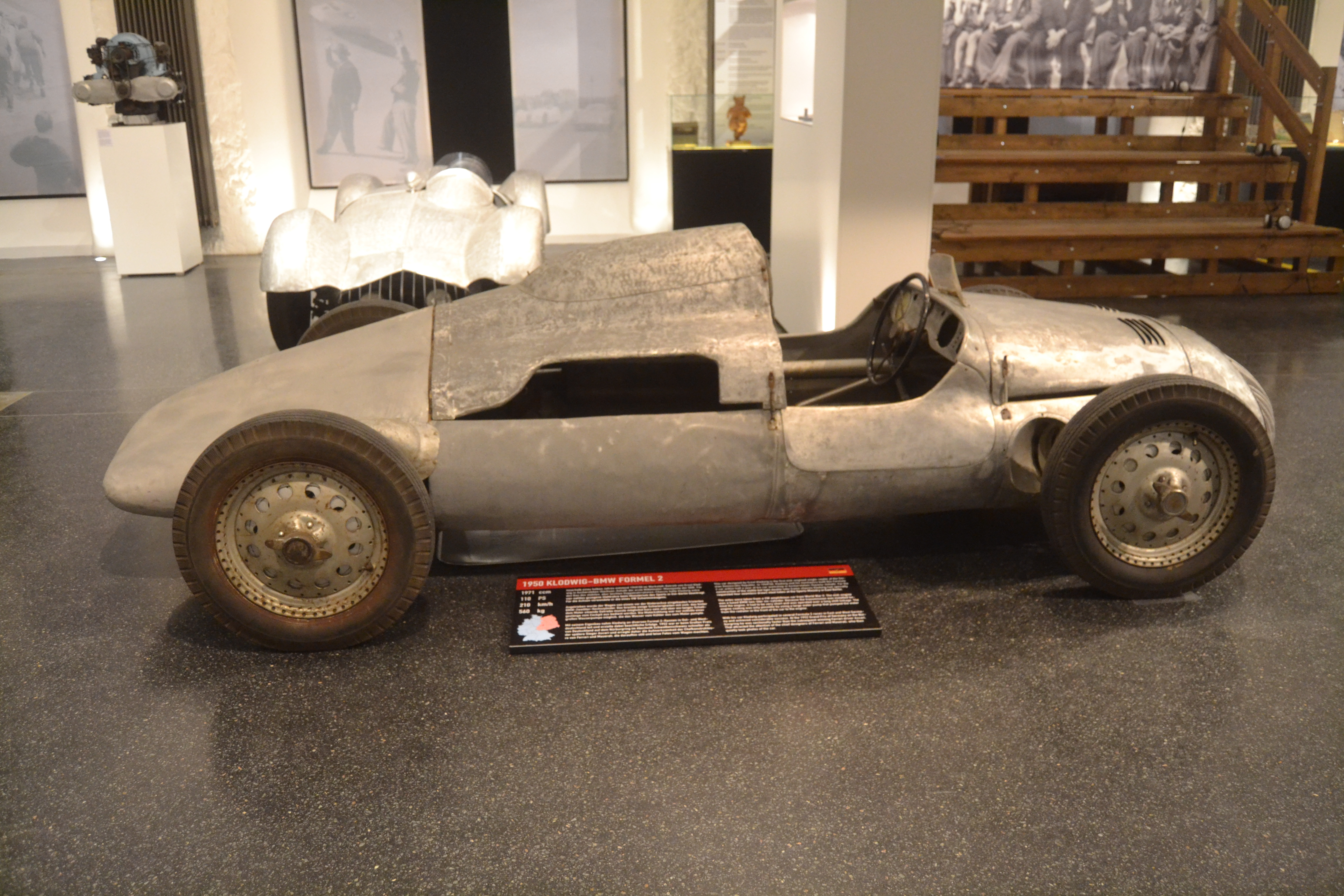
BMW-1 van Klodwig

Ernst Klodwig (Aschersleben, Duitsland, 23 mei 1903 – Hamburg, West-Duitsland, 15 april 1973) was een Duits Formule 1-coureur.
Hij kwam in 1952 en 1953 uit voor de DDR bij de Grand Prix van Duitsland voor het team BMW, maar scoorde hierin geen punten.